# Willy Falck Hansen
Pour les articles homonymes, voir Falck (homonymie) et Hansen.

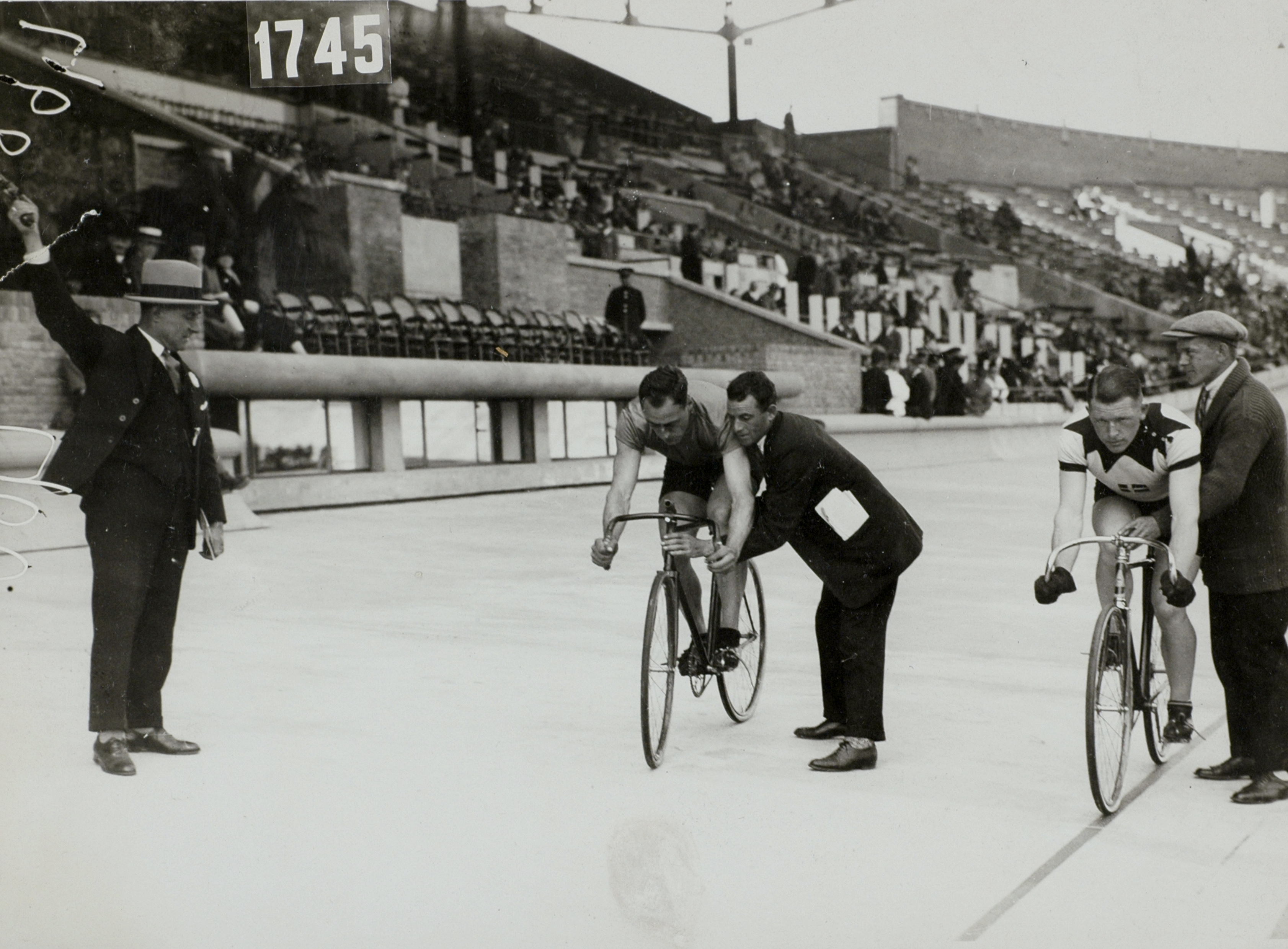
Hansen (à droite) lors des Jeux olympiques de 1928 à Amsterdam, en demi-finales du tournoi de vitesse contre le Néerlandais Antoine Mazairac.

Willy Falck Hansen, né le 4 avril 1906 à Helsingør et mort le 18 mars 1978 à Brașov, est un coureur cycliste danois, champion olympique du kilomètre aux Jeux olympiques de 1928 à Amsterdam et champion du monde de vitesse en 1931.

## Biographie
Le père de Willy Falck Hansen est l'un des plus anciens membres du Dansk Bicycle Club. À l'âge de cinq ans, Willy Falck Hansen reçoit son premier vélo de sa part. En 1918, la famille déménage à Charlottenlund, situé à proximité du vélodrome d'Ordrup. Quand en 1921, le Danois Henry Brask Andersen devient champion du monde de vitesse chez les amateurs, Falck Hansen souhaite alors suivre ses traces et devenir aussi un cycliste. En 1922, il remporte sa première course.
En 1924, Falck Hansen participe à Paris pour la première fois aux Jeux olympiques et y débute dans les quatre compétitions sur piste. Il abandonne l'épreuve des 50 kilomètres. Lors du tournoi de vitesse et en poursuite par équipes (avec Erik Kjeldsen, Oscar Guldager et Edmund Hansen), il s'incline à chaque fois en quarts de finale. Avec Hansen, il atteint la finale en conduite en tandem, les deux danois prennent la deuxième place derrière les Français Lucien Choury et Jean Cugnot.
Quatre ans plus tard, Falck Hansen est à nouveau sélectionné pour les Jeux olympiques de 1928 à Amsterdam en vitesse sur le kilomètre. Sur le kilomètre contre-la-montre, il remporte la médaille d'or en 1 minutes 14,2 secondes. Deux jours plus tard, il obtient la médaille de bronze du tournoi de vitesse. Toujours en 1928, Falck Hansen remporte le titre de champion du monde de vitesse chez les amateurs. À la fin de 1928, il rejoint les professionnels.
Jusqu'en 1946, il s'adjuge 15 titres de champion du Danemark de vitesse. Lors des championnats du monde des professionnels, il atteint de 1929 à 1939 chaque année les quarts de finale de la vitesse. En 1930, il termine quatrième et en 1931, il devient champion du monde. Les autres années, il s'incline à chaque fois en quart de finale. Sa carrière professionnelle se termine en 1950.
La victoire de Falck Hansen lors des mondiaux 1931 est l'une des plus controversées de l'histoire. Le Danois qui évolue à domicile, remporte la première manche. Mais, dans la deuxième, Michard remet les deux hommes à égalité. Arrive la manche décisive.

« À l'entrée du dernier virage, Hansen menait. Une hésitation lui fit légèrement ouvrir la porte : le temps de réagir, Michard était passé à la corde, conservant un quart de roue d'avance sur la ligne. Alors, devant des milliers de visages ahuris, le juge à l'arrivée, le Belge Alban Collignon, clama d'une voix solennelle : « 1er Falk-Hansen, 2e Michard », soulevant aussitôt d'interminables protestations. De bonne foi, Collignon, mal placé, expliqua qu'il avait cru voir Falk-Hansen en tête... Le pis était qu'il fallait maintenant appliquer le sacro-saint règlement, lequel interdisait qu'un juge revînt sur sa décision. Les photographies publiées dans la presse, prouvant la nette victoire de Michard, n'y changèrent rien. »

Selon la conclusion de Pierre Chany, ce fut « un scandale unique dans toute l'histoire du cyclisme ». À partir de cette course, il est décidé en conséquence d'utiliser plusieurs juges pour éviter les erreurs.

## Palmarès

### Jeux olympiques
- Paris 1924
  -  Médaillé d'argent en tandem
- Amsterdam 1928
  -  Champion olympique du kilomètre
  -  Médaillé de bronze de la vitesse

### Championnats du monde
- Cologne 1927

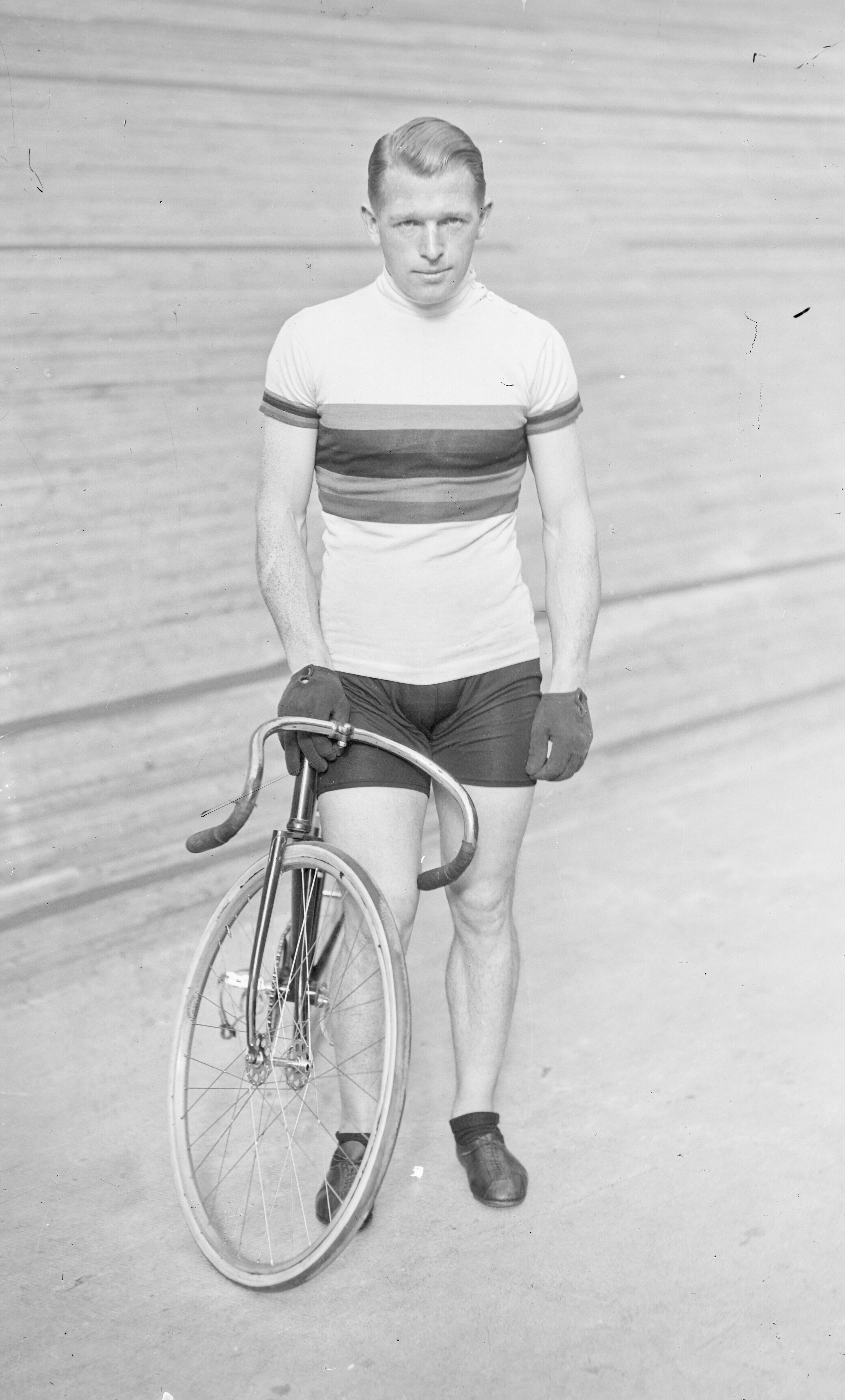
Willy Falck Hansen porte son maillot de champion du monde de vitesse en 1931.

  -  Médaillé d'argent de la vitesse amateur
- Budapest 1928
  -  Champion du monde de vitesse amateur
- Copenhague 1931
  -  Champion du monde de vitesse

### Championnats nationaux
- Champion du Danemark de vitesse amateur en 1923, 1926, 1927 et 1928
- Champion du Danemark de vitesse de 1929 à 1941 et en 1943
- Champion du Danemark des 10 km en 1936

### Autres épreuves
- Grand Prix de vitesse de Copenhague amateur en 1926 et 1928
- Grand Prix de vitesse de Copenhague en 1931, 1933, 1940, 1941, 1945
- Grand Prix de Buffalo : 1931
- Grand Prix du Conseil municipal: 1931
- Six Jours de Copenhague en 1934 (avec Viktor Rausch)
- Grand Prix du conseil général, match omnium en 1934[3]
- Prix Goullet-Fogler en 1936 (avec Erland Christensen)
- Prix de l'Espérance : 1939